# Поизато (Торино)
Поизато је насеље у Италији у округу Торино, региону Пијемонт.
Према процени из 2011. у насељу је живело 246 становника. Насеље се налази на надморској висини од 382 м.